# Diamond Dogs
Vous lisez un « bon article » labellisé en 2019.
Pour les articles homonymes, voir Diamond Dogs (homonymie).
Albums de David Bowie
Pin Ups
(1973) David Live
(1974)
Singles
1. Rebel Rebel
Sortie : 15 février 1974
2. Diamond Dogs
Sortie : 14 juin 1974
3. 1984
Sortie : juillet 1974

Diamond Dogs est le huitième album studio de David Bowie, sorti en mai 1974 chez RCA Records.
Cet album est issu de plusieurs projets abandonnés, au premier rang desquels une adaptation musicale du roman 1984 de George Orwell. Faute d'en obtenir les droits, Bowie ne conserve que l'idée d'un futur dystopique dominé par une dictature. Il développe l'univers de Hunger City, une ville post-apocalyptique hantée par les Diamond Dogs, un gang d'adolescents inspiré des Garçons sauvages de William S. Burroughs. Ses paroles abordent avec pessimisme des thèmes comme la violence, la drogue et la fascination pour le pouvoir.
Pour la première fois depuis 1969, Bowie se passe des services du guitariste Mick Ronson et assure la majorité des parties de guitare électrique, avec un son rugueux qui s'éloigne du glam rock qui l'a rendu célèbre. Certaines chansons présentent des éléments de soul, un genre que le chanteur explore davantage sur son album suivant, Young Americans. Sa pochette, œuvre du peintre belge Guy Peellaert, représente le chanteur comme une créature mi-homme, mi-chien.
À sa sortie, Diamond Dogs se classe en tête des ventes au Royaume-Uni, où le single Rebel Rebel, lettre d'adieu au glam rock, rencontre également un franc succès. Aux États-Unis, il est le premier album de Bowie à entrer dans le top 5 des ventes. Il est considéré a posteriori comme l'une de ses œuvres les plus complexes et sombres, qui annonce par certains aspects les mouvements punk et gothique de la fin des années 1970.

## Histoire

### Contexte
Après avoir « tué » son personnage de Ziggy Stardust le 3 juillet 1973, date de l'ultime concert du Ziggy Stardust Tour, David Bowie se consacre à divers projets. Son guitariste Mick Ronson rapporte qu'à cette époque, le chanteur « n'était pas vraiment sûr de savoir ce qu'il voulait faire ». Durant l'été, il enregistre au château d'Hérouville un album de reprises de chansons des années 1960, Pin Ups, qui est publié au mois d'octobre. La popularité de Bowie et le climat de nostalgie pour les Swinging Sixties en font un immense succès, qui reste cinq semaines en tête des ventes au Royaume-Uni,.
D'autres artistes font appel à ses services durant cette période. S'il décline certaines offres, comme celle de tenir la guitare pour Adam Faith ou de produire le deuxième album de Queen, il apparaît comme saxophoniste sur l'album Now We Are Six de Steeleye Span et produit un single pour Lulu, une reprise de sa propre chanson de 1970 The Man Who Sold the World qui se classe no 3 des ventes au Royaume-Uni. Il tente également de mettre sur pied un trio soul, les Astronettes, comprenant sa petite amie américaine Ava Cherry, un ami de cette dernière, Jason Carter, et enfin Geoff MacCormack, ami de longue date de Bowie.
Le chanteur évoque plusieurs projets théâtraux ou cinématographiques dans la presse. Certains ne sont clairement que des plaisanteries, comme Revenge, or The Best Haircut I Ever Had, une comédie musicale censée protester contre la qualité de la nourriture servie à Harrods. D'autres ne dépassent jamais le stade du possible, à l'image d'une adaptation de la bande dessinée Octobriana avec Amanda Lear dans le rôle-titre. En revanche, Bowie écrit quelques chansons pour une comédie musicale sur Ziggy Stardust, mais il laisse rapidement tomber cette idée, n'ayant guère envie de se consacrer davantage à ce personnage qui l'a usé physiquement et moralement. Il développe un autre projet avec l'aide du metteur en scène américain Tony Ingrassia : une adaptation musicale du roman dystopique de George Orwell 1984, qui intéresse Bowie depuis un certain temps (il enregistre dès janvier 1973 une première version de la chanson 1984). Cependant, la veuve de l'écrivain, Sonia Brownell, refuse de lui céder les droits sur l'œuvre, ce qui contraint le chanteur à revoir ses plans.
Du 18 au 20 octobre, Bowie enregistre une émission spéciale pour la chaîne de télévision américaine NBC. The 1980 Floor Show, dont le titre est un jeu de mots sur 1984, voit le chanteur se produire sur la scène du Marquee, à Londres, seul et avec d'autres artistes, parmi lesquels les Astronettes, la chanteuse Marianne Faithfull et les groupes américains The Troggs et Carmen, le tout avec Amanda Lear comme maîtresse de cérémonie. Diffusée le 18 novembre dans le cadre de la série The Midnight Special, l'émission illustre à la perfection la transition entre Ziggy Stardust (c'est la dernière fois que Bowie se produit habillé et coiffé en Ziggy) et Diamond Dogs, avec la première performance du medley 1984 / You Didn't Hear It from Me.

### Enregistrement
Diamond Dogs est le premier album de Bowie depuis 1969 à ne comprendre aucun membre des Spiders from Mars, le groupe accompagnateur rendu célèbre par The Rise and Fall of Ziggy Stardust and the Spiders from Mars (1972). En effet, le batteur Mick Woodmansey, qui s'est brouillé à plusieurs reprises avec le chanteur durant les derniers mois de la tournée Ziggy Stardust et l'enregistrement de l'album Aladdin Sane (1973), a été renvoyé avant les séances de Pin Ups. Le bassiste Trevor Bolder, qui s'est produit pour la dernière fois avec Bowie lors du 1980 Floor Show, n'est rappelé que pour une ultime séance de travail sur une chanson qui n'est finalement pas retenue. Enfin, les relations entre Bowie et le guitariste Mick Ronson, son plus proche partenaire musical depuis The Man Who Sold the World, se sont tendues au cours des précédents mois et Ronson préfère se consacrer à sa carrière solo avec un premier album, Slaughter on 10th Avenue, pour lequel Bowie coécrit trois chansons. Fin octobre 1973, une séance consacrée à 1984 / Dodo prend place aux studios Trident. Elle marque la fin de leur collaboration régulière, et c'est aussi la dernière fois que Bowie fait appel au producteur Ken Scott,.

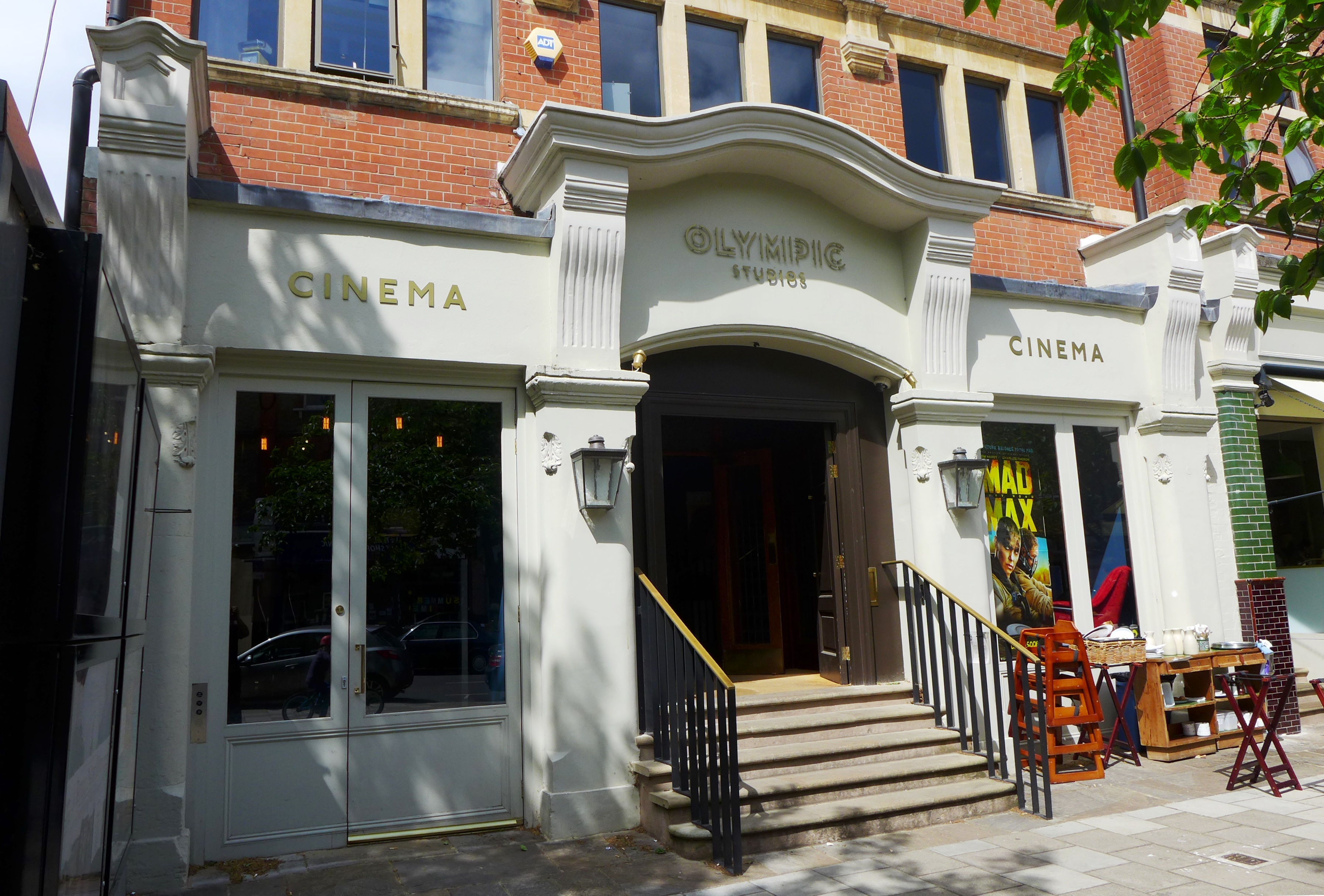
L'entrée des studios Olympic, où se déroule la majeure partie des séances d'enregistrement de Diamond Dogs.

Bowie s'investit intensément dans la réalisation de son nouvel album. Il décide très tôt d'en assurer la production et de se charger des parties de guitare solo, pour la première et dernière fois de sa carrière, sans compter le saxophone et les claviers. Il s'entoure de musiciens déjà présents sur Pin Ups, le batteur Aynsley Dunbar et le pianiste Mike Garson, ainsi que de nouveaux venus, le batteur Tony Newman (ex-Jeff Beck Group) et le guitariste Alan Parker (ex-Blue Mink). Le chanteur, qui commence à développer une addiction à la cocaïne, s'implique plus que jamais, indiquant précisément à ses musiciens ce qu'il veut les voir jouer. Pour Garson, c'est une expérience très différente de Aladdin Sane, sur lequel il bénéficiait d'une grande liberté.

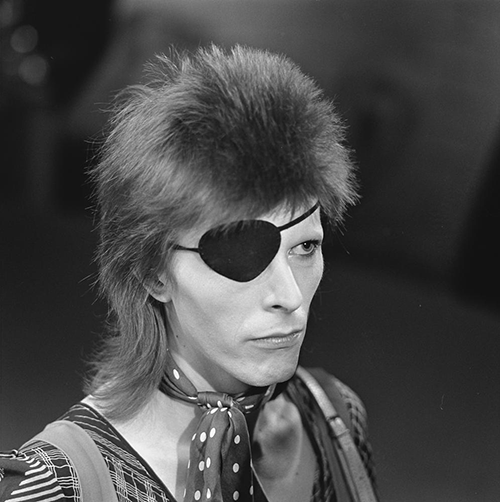
Bowie dans l'émission de télévision néerlandaise TopPop le 13 février 1974.

Les premières séances se déroulent aux studios Olympic de Londres à la fin du mois d'octobre 1973 sous la houlette de l'ingénieur du son Keith Harwood. Le titre de travail de l'album est alors We Are the Dead, une allusion à la réplique « Nous sommes les morts » de Winston Smith dans le roman 1984. À partir de décembre, Bowie travaille en parallèle sur le disque des Astronettes. Durant la dernière semaine de décembre, il fait un crochet par les studios Trident pour développer une nouvelle composition, Rebel Rebel. C'est la dernière fois qu'il travaille dans ce studio dont il a été un habitué au cours des précédentes années.
Bowie retourne à Olympic dès le jour de l'an 1974 pour enregistrer des premières ébauches des chansons Candidate et Take It In Right. Après trois jours de séances avec les Astronettes, du 9 au 11 janvier, il décide d'abandonner ce projet pour des raisons artistiques (Bowie est insatisfait des performances vocales de Jason Carter), mais surtout financières : les studios Olympic réclament à sa compagnie de management MainMan le versement de près de 5 000 £ d'impayés. Craignant de manquer de temps, il choisit de se concentrer sur son album. Cinq chansons sont enregistrées en hâte le 15 janvier : Take It In Right, Candidate, Big Brother, Rock 'n' Roll with Me et Diamond Dawgs [sic], suivies de We Are the Dead le lendemain. Les studios Island sont également utilisés pour une partie de l'album.
Le 13 février, Bowie est l'invité de l'émission de télévision néerlandaise TopPop, durant laquelle il interprète en playback Rebel Rebel. Il profite de son bref séjour aux Pays-Bas pour réserver le studio L Ludolf de Hilversum, où il poursuit le travail sur les bandes maîtresses qu'il a emportées avec lui. Pour le mixage, le chanteur, qui ressent le besoin d'être épaulé, reprend contact avec son ancien producteur Tony Visconti. Ce dernier supervise ainsi le mixage de la plupart des chansons dans son studio privé à Hammersmith, à l'exception de Rebel Rebel, Rock 'n' Roll with Me et We Are the Dead, déjà mixées par Bowie avec Keith Harwood. Il se charge aussi des arrangements de cordes sur 1984.

### Parution et accueil
Diamond Dogs est publié par RCA Records le 31 mai 1974. Pour MainMan et son président Tony Defries, l'objectif principal est de percer sur le marché américain. Une vaste campagne publicitaire de 400 000 $ est donc mise en branle avec des publicités dans des magazines, à la télévision (une rareté à l'époque pour un album de rock), des affiches dans le métro et des panneaux sur Times Square et Sunset Boulevard.
Une ambitieuse tournée nord-américaine, le Diamond Dogs Tour, démarre le 14 juin par un concert au Forum de Montréal, au Canada. Le chanteur se produit dans un décor élaboré représentant Hunger City, inspiré du cinéma expressionniste allemand. Il coûte 250 000 $, du jamais vu pour l'époque, et sa mise en place prend chaque soir plusieurs heures aux machinistes. Les musiciens se produisent la plupart du temps derrière des draperies noires pour ne pas détourner l'attention du public, et seuls les choristes Gui Andrisano et Warren Peace apparaissent aux côtés de Bowie pour effectuer des chorégraphies conçues par Toni Basil. Le dispositif scénique contraint également les musiciens à ne pas se lancer dans de longues improvisations sous peine de causer des problèmes dans l'enchaînement des morceaux et des accessoires qui vont avec. Pour le biographe de Bowie Nicholas Pegg, la tournée est « plus proche d'une comédie musicale que d'un concert de rock normal ».
Contrairement à ce qui se fait d'ordinaire, Defries n'envoie pas de copies de l'album à la presse : les journalistes souhaitant le critiquer sont invités à venir l'écouter dans les bureaux de MainMan, sans avoir le droit de lire les paroles ou d'apporter du matériel d'enregistrement. Cette stratégie inhabituelle ne tempère pas leur enthousiasme : pour les magazines Rock et Sounds, il s'agit de son œuvre la plus impressionnante depuis Ziggy Stardust, tandis que Disc le compare au « très sous-estimé The Man Who Sold the World ». Melody Maker affirme que l'excitation qui entoure chaque nouvelle parution de Bowie est digne de la Beatlemania des années 1960. En revanche, pour Ken Emerson de Rolling Stone, Diamond Dogs est un disque médiocre dans lequel Bowie s'abaisse artistiquement pour plaire au plus grand nombre, devenant un simple imitateur d'Alice Cooper ou Mick Jagger. Robert Christgau y discerne quant à lui une évolution « du kitsch inoffensif vers un sensationnalisme pernicieux ».
Fin juillet, Diamond Dogs est certifié disque d'or aux États-Unis (500 000 exemplaires vendus) et monte jusqu'à la 5e place du classement Billboard 200, la meilleure performance pour un album de Bowie dans ce pays jusqu'alors. Au Royaume-Uni, où il est déjà une vedette établie, il devient son troisième no 1 des ventes d'affilée. Trois singles en sont extraits. Le premier, Rebel Rebel, sort le 15 février. Il se classe no 5 des ventes au Royaume-Uni, mais échoue à dépasser la 64e place du hit-parade américain, malgré les efforts promotionnels de MainMan. Le second est la chanson-titre, un choix étrange selon Nicholas Pegg, qui réalise une performance médiocre dans le pays natal du chanteur (no 21) à sa sortie, en juin. Le dernier est 1984, qui n'est éditée en  45 tours qu'aux États-Unis et au Japon au mois de juillet sans parvenir à entrer dans les charts de ces deux pays.

### Postérité

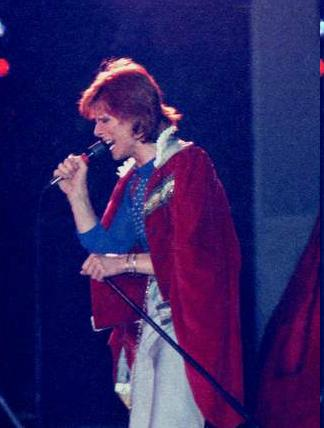
Bowie sur scène lors du Diamond Dogs Tour le 5 juillet 1974.

Bowie interprète toutes les chansons de l'album lors de sa tournée nord-américaine de 1974, à l'exception de We Are the Dead, qui est la seule piste de Diamond Dogs qu'il n'a jamais jouée en concert. Rebel Rebel figure dans son répertoire scénique lors de la plupart de ses tournées ultérieures. La chanson-titre refait son apparition lors des tournées Isolar en 1976 et Outside en 1995-1996, tandis que Big Brother est ressuscitée en 1987 pour le Glass Spider Tour.
Le son rugueux de Diamond Dogs et son imagerie d'une ville en proie au chaos en font un précurseur du mouvement punk. Le groupe punk mancunien Slaughter and The Dogs lui doit la deuxième partie de son nom. Dans un entretien de 1993, Bowie lui-même décrit les gangs des rues de la chanson-titre comme « de vrais petits Johnny Rotten et Sid Vicious ». La voix profonde qu'il adopte sur Sweet Thing et Big Brother influence également le mouvement gothique. Néanmoins, à ce stade de sa carrière, ce sont davantage les accents funk et soul de 1984 qui annoncent la direction qu'il compte prendre. Durant la tournée, il interprète ses chansons dans de nouveaux arrangements écrits par Michael Kamen, avec l'ajout de saxophones, de flûtes et d'un hautbois, à mi-chemin entre la Philadelphia soul et le son d'un big band de Las Vegas,. De passage à Philadelphie au mois de juillet, il décide d'y enregistrer son album suivant, Young Americans, une plongée complète dans le monde des musiques noires américaines.
À l'occasion du trentième anniversaire de sa parution, en 2004, Diamond Dogs est réédité dans une version de luxe. Pour Rolling Stone, c'est l'occasion pour une nouvelle critique négative, cette fois sous la plume de Mark Kemp, pour qui ce disque n'est guère plus digne d'intérêt qu'au moment de sa sortie. Néanmoins, l'album bénéficie dans l'ensemble d'une bonne réputation avec le recul. Après la mort du chanteur, en 2016, Pitchfork lui décerne la note de 9/10. Diamond Dogs est « l'une des œuvres majeures de Bowie » pour Nicholas Pegg, « son album le plus significatif » pour Kevin Cann, « le disque le plus complexe de Bowie jusqu'alors, et celui qui sonne le mieux » pour Marc Spitz. Paul Trynka le décrit comme « un beau foutoir, sa mêlée confuse aussi appropriée que la chorégraphie bien réglée de Ziggy », tandis que pour Matthieu Thibault, « malgré ses défauts apparents et ses quelques maladresses, [il] témoigne néanmoins d'une étonnante personnalité ».

## Caractéristiques artistiques

### Paroles et musique

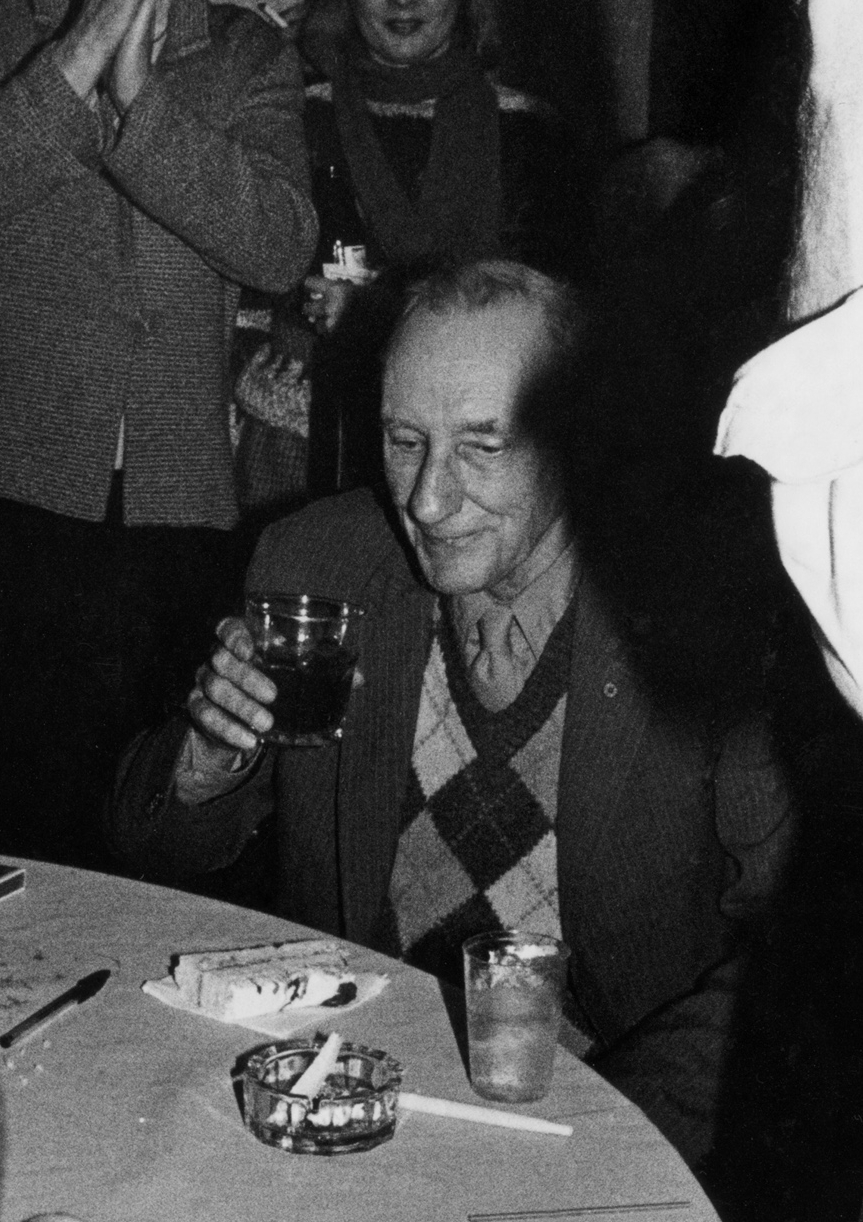
William S. Burroughs influence l'écriture de Bowie dans ses thèmes et ses méthodes.

Les chansons de Diamond Dogs reflètent dans leur disparité les différents projets avortés dont elles sont issues : Rebel Rebel et Rock 'n' Roll with Me proviennent de la comédie musicale sur Ziggy Stardust, tandis que We Are the Dead, 1984 et Big Brother ont d'abord été écrites pour l'adaptation de 1984, comme le révèlent leurs titres. Outre George Orwell, les paroles témoignent de l'influence de l'écrivain beat William S. Burroughs, que Bowie rencontre à l'occasion d'une interview croisée pour le magazine Rolling Stone en novembre 1973. Le futur post-apocalyptique de Future Legend et Diamond Dogs, avec ses gangs d'adolescents violents qui hantent les rues et les toits de la décadente Hunger City (la « ville de la faim »), rappelle fortement les Garçons sauvages, un roman de Burroughs paru en 1971. Bowie a également recours à la technique du cut-up popularisée par Burroughs et Brion Gysin pour écrire certaines paroles, notamment celles de la suite Sweet Thing / Candidate / Sweet Thing (Reprise). L'atmosphère générale est sombre et négative : pour Marc Spitz, « Diamond Dogs constitue la déclaration la plus brutale et désespérée de Bowie depuis The Man Who Sold the World ». Le sexe et la violence sont des thèmes omniprésents dans les paroles, de même que la drogue, avec de nombreuses allusions à la cocaïne dont le chanteur devient un grand consommateur durant cette période.
Diamond Dogs s'ouvre sur un hurlement de chien synthétique. La première piste, Future Legend, est une introduction parlée où Bowie décrit le paysage urbain post-apocalyptique de Hunger City tandis qu'un synthétiseur interprète Bewitched, Bothered and Bewildered (1940), un air de comédie musicale de Richard Rodgers. Matthieu Thibault la compare à EXP, première piste de l'album Axis: Bold as Love (1967) du Jimi Hendrix Experience. Sur fond de cris de foule (repris de l'album live des Faces Coast to Coast: Overture and Beginners), Bowie s'écrie « Ce n'est pas du rock 'n' roll, c'est un génocide ! » avant d'entamer la chanson-titre. Longue de six minutes, Diamond Dogs joue sur le contraste entre des couplets plutôt rock et un refrain teinté de soul. Le riff de guitare et les vocalises de Bowie rappellent It's Only Rock 'n Roll (But I Like It) des Rolling Stones, enregistrée aux mêmes studios et en même temps que Diamond Dogs.
Les trois pistes Sweet Thing, Candidate et Sweet Thing (Reprise) s'enchaînent sans interruption, formant une suite complexe de près de dix minutes. La première partie se distingue par la performance vocale de Bowie, qui commence d'une voix profonde avant de s'envoler dans les aigus, et les arpèges de piano de Mike Garson. Sur Candidate, les pistes de guitare furieuse contrastent avec le rythme militaire tandis que le chanteur égrène des images pleines de violence, de Charles Manson aux tricoteuses de la Révolution française (pendant l'enregistrement de la chanson, Bowie demande au batteur Tony Newman de jouer comme s'il était un petit tambour assistant à sa première guillotinade). La reprise du thème de Sweet Thing s'évanouit dans une coda pleine de Larsen inspirée de Negativland (1972) du groupe de krautrock Neu!,.
La première face du 33 tours s'achève sur Rebel Rebel, une chanson généralement considérée comme un adieu au glam rock, le genre qui a fait de Bowie une vedette, mais dont l'âge d'or est déjà passé,,. Construite autour d'un riff de guitare interprété par Bowie et Alan Parker, ses paroles reprennent le thème de l'ambigüité des genres, déjà abordé par Suffragette City ou The Jean Genie, sur un mode hédoniste, voire nihiliste dans le contexte de l'album.

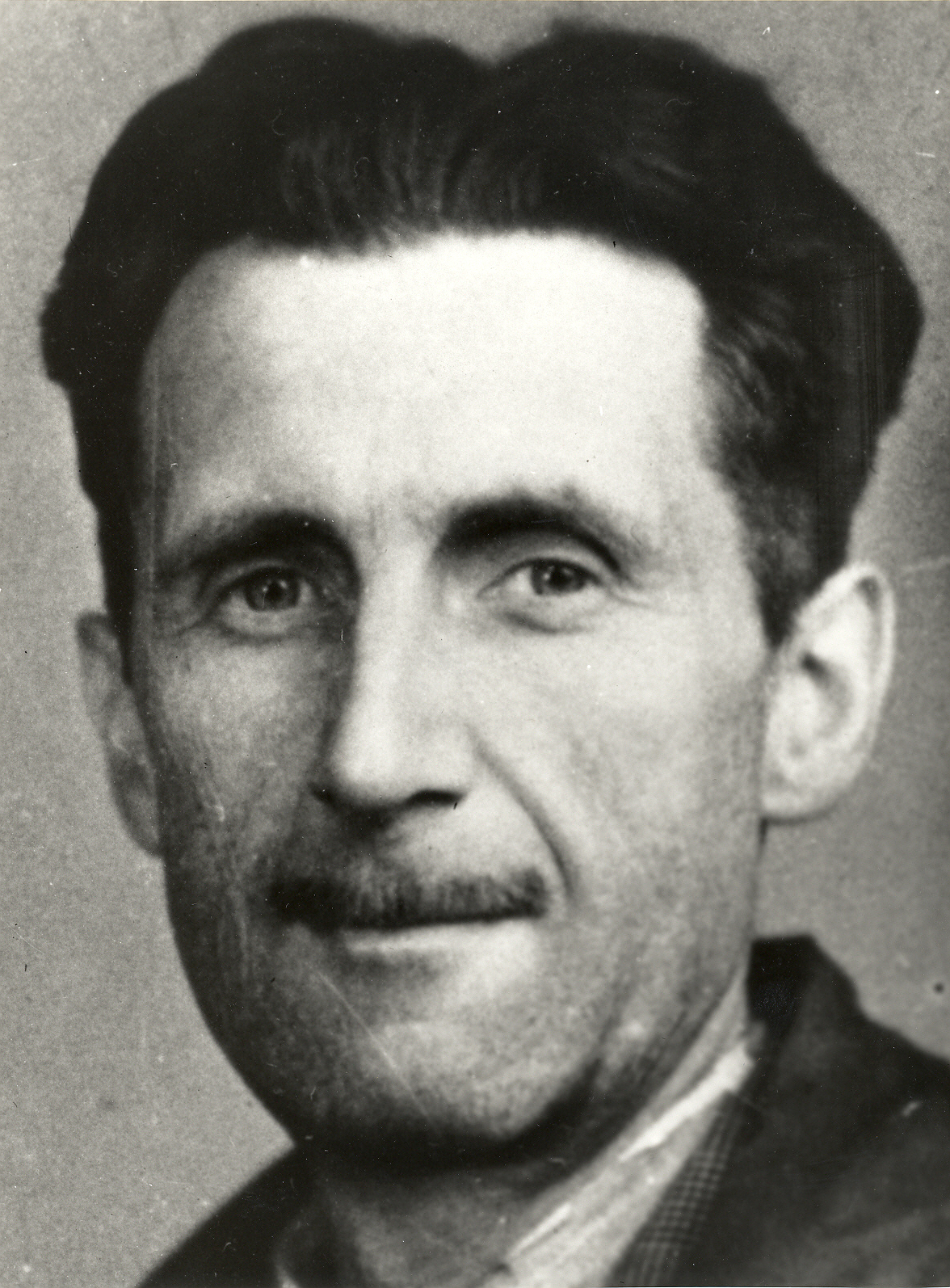
George Orwell, dont le roman 1984 est à l'origine de plusieurs chansons de Diamond Dogs.

Après Rock 'n' Roll with Me, une ballade d'inspiration soul qui s'intéresse à la relation entre l'artiste et son public, la deuxième face de l'album rassemble les morceaux directement inspirés par le roman 1984. We Are the Dead partage l'écriture au cut-up et les images violentes de la suite Sweet Thing. L'énergique 1984 est la chanson qui témoigne le plus de la passion de Bowie pour la soul, avec la guitare wah-wah d'Alan Parker et les cordes de Tony Visconti qui rappellent fortement le Theme from Shaft (1971) d'Isaac Hayes,. Enfin, Big Brother est une ode au dictateur du même nom qui reflète la fascination du chanteur pour la figure du surhomme et la tentation du fascisme. Le mellotron et le Moog lui donnent une grandeur presque orchestrale, mais la ressemblance du refrain avec celui de Mr. Apollo (1969), une chanson du Bonzo Dog Band parodiant les publicités pour les méthodes de culturisme de Charles Atlas, suggère une certaine ironie,.
La piste finale, Chant of the Ever Circling Skeletal Family, est construite autour d'une boucle de guitare sur laquelle Bowie interprète un chant lancinant et dépourvu de sens évoquant les Deux minutes de la haine du roman d'Orwell ou un retour de l'humanité à un état bestial. Elle s'achève sur une répétition à l'infini de la première syllabe du mot « brother », sur le modèle de la boucle infinie qui conclut Sgt. Pepper's Lonely Hearts Club Band (1967) des Beatles. À l'origine, le mot entier devait être répété, mais la bande est coupée par accident et Bowie trouve le résultat final plus satisfaisant.
Plusieurs chansons enregistrées durant les séances de l'album en ont été écartées et n'ont vu le jour que sur les rééditions CD ultérieures. C'est notamment le cas de Dodo, intitulée à l'origine You Didn't Hear It from Me, qui fait partie de l'adaptation avortée de 1984. Elle dépeint l'ambiance paranoïaque du monde créé par George Orwell, où les enfants dénoncent leurs parents au régime totalitaire qui les gouverne. Après l'avoir écartée de l'album, Bowie envisage brièvement d'en faire un duo avec Lulu, mais cette idée ne se concrétise pas. La chanson Candidate enregistrée le 1er janvier 1974 n'a en commun avec la partie centrale de la suite Sweet Thing / Candidate / Sweet Thing (Reprise) que son titre et quelques paroles : c'est une chanson beaucoup plus enjouée et conventionnelle, construite sur une partie de piano de Mike Garson. Enfin, les séances de Diamond Dogs voient également Bowie enregistrer, avec la participation du guitariste Ronnie Wood, une reprise de Growin' Up, une chanson de Bruce Springsteen (encore méconnu à l'époque) parue en 1973 sur Greetings from Asbury Park, N.J., son premier album.

### Pochette et photographie
La pochette de l'album est l'œuvre du peintre belge Guy Peellaert. Conçue à partir de photos de Terry O'Neill, elle représente Bowie comme un monstre humain : une créature hybride possédant la tête, le torse et les bras du chanteur (dans une position inspirée d'une photo de Joséphine Baker), mais l'arrière-train d'un chien. Les parties génitales de l'animal sont clairement visibles sur l'œuvre originale. Bien que RCA décide rapidement de faire disparaître ce détail à l'aérographe, quelques exemplaires échappent à ce traitement, ce qui les rend très recherchés par les collectionneurs. À partir de 1990, les différentes rééditions de l'album reprennent la version originale de la toile. À l'arrière-plan apparaissent deux autres hybrides humain-canin inspirés de photos d'Alzora Lewis et Johanna Dickens, deux phénomènes de foire de Coney Island, dans un décor de cirque ou de fête foraine.
La pochette intérieure représente des immeubles plongés dans la brume avec les paroles de Future Legend. Ce panorama de Hunger City est issu de photographies prises par Leee Black Childers, le vice-président de MainMan. Les rééditions CD postérieures à 1990 le remplacent par une autre peinture réalisée par Guy Peellaert à partir d'une photo de Terry O'Neill, envisagée puis rejetée pour l'album original. Bowie y apparaît assis sur une chaise devant un paysage de gratte-ciels. À côté de lui, un dogue bondit dans les airs.

## Fiche technique

### Chansons

#### Album original
Toutes les chansons sont écrites et composées par David Bowie, sauf Rock 'n' Roll with Me (David Bowie, Warren Peace). Future Legend comprend un extrait de Bewitched, Bothered and Bewildered de Richard Rodgers.
| 1. | Future Legend         | 1:07 |
| 2. | Diamond Dogs          | 5:56 |
| 3. | Sweet Thing           | 3:38 |
| 4. | Candidate             | 2:40 |
| 5. | Sweet Thing (Reprise) | 2:32 |
| 6. | Rebel Rebel           | 4:30 |

| 7.  | Rock 'n' Roll with Me                      | 4:02 |
| 8.  | We Are the Dead                            | 4:54 |
| 9.  | 1984                                       | 3:27 |
| 10. | Big Brother                                | 3:20 |
| 11. | Chant of the Ever Circling Skeletal Family | 2:04 |

#### Rééditions
En 1990, Diamond Dogs est réédité au format CD par Rykodisc/EMI avec deux chansons supplémentaires.
| 12. | Dodo (inédite)   | 2:53 |
| 13. | Candidate (démo) | 5:09 |

EMI publie une réédition de luxe de l'album en 2004 à l'occasion du 30e anniversaire de sa sortie. Elle comprend un deuxième CD de chansons inédites et de versions alternatives.
Toutes les chansons sont écrites et composées par David Bowie, sauf Growin' Up (Bruce Springsteen).
| 1. | 1984/Dodo (enregistrée en octobre 1973)                                                                                      | 1:05 |
| 2. | Rebel Rebel (version single sortie aux États-Unis)                                                                           | 5:56 |
| 3. | Dodo (enregistrée en 1973)                                                                                                   | 3:39 |
| 4. | Growin' Up (enregistrée en 1973)                                                                                             | 2:40 |
| 5. | Alternative Candidate (enregistrée le 1er janvier 1974)                                                                      | 2:31 |
| 6. | Diamond Dogs (K-Tel Best of Edit) (version de la compilation de 1980 The Best of Bowie)                                      | 4:30 |
| 7. | Candidate (Intimacy Mix) (mixage alternatif de 2001 apparu dans la bande originale de Intimité)                              | 2:58 |
| 8. | Rebel Rebel (2003 Version) (version de 2003 apparue dans la bande originale de Charlie's Angels : Les Anges se déchaînent !) | 3:09 |

### Interprètes
- David Bowie : chant, guitare, saxophone, percussions
- Alan Parker : guitare sur 1984
- Herbie Flowers : basse
- Mike Garson : piano, mellotron, Moog
- Tony Newman : batterie
- Aynsley Dunbar : batterie, percussions
- orchestre de studio
- inconnu : flûte traversière[72]

### Équipe de production
- David Bowie : producteur, ingénieur du son
- Tony Visconti : arrangement des cordes, ingénieur du son
- Keith Harwood : ingénieur du son

### Classements et certifications
| Classement                    | Meilleure position | Année |
| ----------------------------- | ------------------ | ----- |
| Australie (Kent Music Report) | 3                  | 1974  |
| Canada (RPM)                  | 1                  | 1974  |
| États-Unis (Billboard 200)    | 5                  | 1974  |
| Norvège (VG-lista)            | 8                  | 1974  |
| Royaume-Uni (UK Albums Chart) | 1                  | 1974  |
| France (SNEP)                 | 101                | 2016  |
| Italie (FIMI)                 | 79                 | 2016  |
| Portugal (AFP)                | 48                 | 2016  |

| Pays              | Certification | Date            | Ventes certifiées |
| ----------------- | ------------- | --------------- | ----------------- |
| États-Unis (RIAA) | Or            | 26 juillet 1974 | 500 000           |
| Royaume-Uni (BPI) | Or            | 22 juillet 2013 | 100 000           |